# Karsten Warholm
Karsten Warholm (Ulsteinvik, 1996. február 28. –) olimpiai, világ- és Európa-bajnok norvég atléta.

## Pályafutása
Warholm 2013 márciusában a norvég ifjúsági fedett pályás országos bajnokságon aratott először komolyabb sikereket, amikor nyolc aranyérmet nyert három nap alatt különböző atlétikai számokban. A 2013-as ifjúsági világbajnokságon nyolcpróbában indult és új egyéni csúccsal, 6451 ponttal nyert aranyérmet. Egy évvel később Eugene-ben a junior világbajnokságon tízpróbában lett tizedik. A 2015-ös junior Európa-bajnokságon ezüstérmes lett tízpróbában és 400 méteres síkfutásban. Az összetett atlétikai versenyszámokban általában a dobószámokban ért el gyengébb teljesítményt, így a továbbiakban elsősorban a futószámokra koncentrált.
A 2016-os Európa-bajnokságon a 400 méteres gátfutás elődöntőjében új norvég csúcsot futott 48,84 másodperccel. A döntőben végül a hatodik helyen végzett. Augusztusban a rioi olimpián a 400 méteres gátfutásban saját előfutamát 48,49-ces norvég csúccsal nyerte. Az elődöntőben nem tudta megismételni ezt az eredményét, így nem jutott döntőbe.
2017-ben az országos bajnokságon 400 méteres síkfutásban norvég rekorddal 45,96-os idővel győzött, majd néhány hónappal később ezen az idején is több mint egy másodpercet javítani tudott, amikor egy Florøben rendezett versenyen győzött 44,87-es idővel. A 2017-es világbajnokságon 400 méteres gátfutásban aranyérmet nyert 48,35-ös idővel. Egy évvel később az Európa-bajnokságon ugyanebben a számban 47,64 másodperces eredménnyel győzött.
A Glasgowban rendezett 2019-es fedett pályás Európa-bajnokságon a 400 méteres síkfutás döntőjében megfutotta ugyanazt a 45,05-ös időt, amivel Thomas Schönlebe 1988 óta tartja az Európa-rekordot. Ebben az évben többször is mejavította egyéni legjobbját 400 méteres gátfutásban is. Augusztusban a zürichi Diamond League versenyen emlékezetes csatát vívott az amerikai Rai Benjaminnal és végül 46,92-vel győzött, ezzel ő lett a harmadik ember a sportág történetében, aki 47 másodpercen belül teljesíteni tudta a távot. Vetélytársa rendkívül szoros befutóval 46,98-as idővel ért célba.
A 2019-es atlétikai világbajnokságon megvédte címét 400 méters gátfutásban. 2020 augusztusában a stockholmi Diamond League versenyen már a világcsúcshoz közeli időt tudott futni 400 méteres gátfutásban. 46,87-es ideje mindössze 0,09 másodperccel maradt el Kevin Young 1992-ben futott idejétől, amelyet ha az utolsó gátat nem dönti fel, akár meg is dönthette volna. A világrekord megdöntése nem váratott sokat magára, 2021 júliusában, a szezon első versenyén Osloban a Diamond League versenyen 46,70-es időt ért el.
A 2021-re halasztott tokiói olimpián óriásit javított saját világrekordján, és 45,94-es idejével elsőként a sportág történetében teljesítette 46 másodpercen belül a távot. Legtöbb versenytársa használta az új "super spike" talpú cipőket, amelyeket Warholm élesen kritizált, és inkább maradt a hagyományos talpúaknál továbbra is.

## Egyéni legjobbjai
Szabadtéri
| Táv       | Eredmény | Helyszín               | Időpont              |
| --------- | -------- | ---------------------- | -------------------- |
| 100 m     | 10,52    | Lillestrøm, Norvégia   | 2016. május 28.      |
| 200 m     | 21,09    | Florø, Norvégia        | 2016. június 4.      |
| 300 m     | 32,49    | Bergen, Norvégia       | 2021. szeptember 18. |
| 400 m     | 44,87    | Florø, Norvégia        | 2017. június 10.     |
| 1500 m    | 4:44,73  | Eskilstuna, Svédország | 2015. július 19.     |
| 110 m gát | 14,30    | Haugesund, Norvégia    | 2015. július 31.     |
| 300 m gát | 33,26    | Oslo, Norvégia         | 2021. június 4.      |
| 400 m gát | 45,94    | Tokió, Japán           | 2021. augusztus 3.   |

Fedettpályás
| Táv       | Eredmény | Helyszín             | Időpont           |
| --------- | -------- | -------------------- | ----------------- |
| 60 m      | 6,75     | Florø, Norvégia      | 2017. január 28.  |
| 100 m     | 10,49    | Florø, Norvégia      | 2017. január 28.  |
| 200 m     | 20,91    | Ulsteinvik, Norvégia | 2017. február 5.  |
| 400 m     | 45,05    | Glasgow, Skócia      | 2019. március 2.  |
| 300 m gát | 34,26    | Tampere, Finnország  | 2018. február 10. |